# 謝宗融
謝宗融（1995年8月16日—）為臺灣男子籃球運動員，場上位置為中鋒，現效力於P. LEAGUE+台鋼獵鷹。2017年於第十五季超級籃球聯賽新人選秀會首輪第1順位被臺灣銀行選中，外號「台科魔獸」、「台銀魔獸」。

## 國中與高中生涯
謝宗融國中就讀台北市信義國中，國中時期幾乎沒有接觸過籃球訓練。
高中就讀屬於高中籃球聯賽（HBL）乙組的和平高中。與「籃球博士」鄭志龍之子鄭豐民同隊，也因此被鄭志龍認作乾兒子。高三時身高就達到198公分，雖然球隊戰績僅在資格賽即止步，但謝宗融依然受到許多大專球隊的注意。

## 大學生涯
謝宗融大學就讀臺灣科技大學，大一雖不是固定先發，但已成為隊上重要輪替，場均可得9.2分、7.1個籃板。
大二後謝宗融成為固定先發，場均可得11.7分、8.3籃板，同時入選2015年光州世大運中華代表隊。
大三時謝宗融與范士恩組成的「台科雙塔」帶領球隊獲得大專籃球聯賽（UBA）的季軍，創下隊史最佳的紀錄，謝宗融在季軍戰繳出16分13籃板的雙十成績，同年他與曾柏喻、呂宗霖和范士恩一同報名中國實境選秀節目《籃戰征途》，並前往上海參與選拔成功進入30強。
升大四的暑假，謝宗融與隊友呂宗霖一同前往美國參訪許多聯盟學習全能球風，其中包括洛杉磯的德魯聯盟，並與NBA球星亞泰斯特同場競技。
大四賽季隨著范士恩畢業，謝宗融成為禁區主力大將，在2017年7月24日對上臺中科大的比賽中，謝宗融打滿全場獲得23分、26籃板的「雙二十」成績，整個賽季場均可獲得17.7分、14.2個籃板，但依然無緣帶領球隊晉級八強。除了籃球，謝宗融也兼顧學業考上台科大醫療工程研究所。

## 職業生涯
謝宗融大學畢業後選擇就讀研究所並同時報名第十五季超級籃球聯賽新人選秀會，2017年7月27日選秀會當天謝宗融被臺灣銀行以首輪第1順位選中成為當屆選秀狀元，也是隊史第7位狀元，與大學學長范士恩在台銀重組「雙塔」，獲選後謝宗融選擇研究所與SBL同時進行。在成為狀元不久後謝宗融即扭傷其左腳，因此未能參與到夏季聯賽及觀護盃。在第15季SBL的新秀賽季謝宗融參與了明星賽灌籃大賽。
第16季SBL，謝宗融也報名SBL明星賽灌籃大賽，但後來因傷退賽，該季兩度受到腳踝傷勢影響長期缺陣，但依然成為隊上重要的禁區輪替。
第17季SBL，謝宗融上場時間於該季開始增加，在2020年1月9日對上璞園時獲得17分7籃板，並在新人合約滿後與臺灣銀行簽下2年的複數年合約。
第18季SBL，謝宗融受惠於新賽季單洋將規定迎來了生涯大爆發，場均12.5分、8.8籃板並且獲得年度MVP、年度第一隊及年度進步獎，也是SBL史上首位同時獲得年度MVP及進步獎的球員。同時在該賽季謝宗融也因在一次練球中傷到左眼造成視網膜孔裂，為求保險於下半季皆戴護目鏡登場。
2022年6月30日離開臺灣銀行，8月15日以兩年合約加盟P. LEAGUE+臺北富邦勇士。
2024年7月12日，臺北富邦勇士宣布謝宗融離隊，B3聯賽金澤武士團宣布與謝宗融達成簽約協議。8月12日，謝宗融表示母親的身體出現狀況，會留在臺灣陪伴母親。8月20日，謝宗融加盟P. LEAGUE+台鋼獵鷹。

## 國家隊生涯
2011年，謝宗融入選U16亞青賽中華男籃代表隊。2012年，入選U18中華男籃培訓名單，但最終因家中有事而未能報到。2018年，入選瓊斯盃中華藍隊，但最終僅有登錄1場。2019年，入選瓊斯盃中華白隊。2020年，入選亞洲盃資格賽第一階段中華男籃代表隊。2021年，入選亞洲盃外卡賽中華男籃代表隊。

## 外部連結
- 謝宗融的Instagram帳戶
- 謝宗融在fiba.basketball（英语）
- 謝宗融在archive.fiba.com（存檔）（英语）
- 謝宗融在P. LEAGUE+官網
- 謝宗融在Eurobasket.com（球員）（英语）
- 謝宗融在Proballers（英语）
- 謝宗融在RealGM（英语）
- 謝宗融在Flashscore（英语）